# Campanula pelia
Campanula pelia là loài thực vật có hoa trong họ Hoa chuông. Loài này được (Halácsy) Hausskn. & Sint. ex Phitos mô tả khoa học đầu tiên năm 1963.